# Patricia Goldman-Rakic
Patricia Goldman-Rakic (22 de abril de 1937- 31 de julio de 2003) nombre de nacimiento Patricia Shoer, fue una neuróloga, profesora y psiquiatra estadounidense. 
Es pionera en la investigación de la corteza prefrontal y los trabajos de memoria.

## Biografía
Patricia Shoer nació en Salem, Massachusetts. Su padre Irving Shoer, fue hijo de inmigrantes de Letonia y su madre Jenny Pearl fue una inmigrante rusa. Ella creció en  Peabody, Massachusetts y estudió en la Secundaria Peabody. Goldman-Rakic curso su bachillerato universitario en neurobiología en Vassar en 1959, y su doctorado en la Universidad de California en Los Ángeles en Psicología del Desarrollo en 1963.
Después de sus postdoctorados en  UCLA y Universidad de Nueva York, Goldman-Rakic trabajó en el Instituto Nacional en Medicina Mental en neuropsicología y posteriormente como Jefa del departamento de Psicología del Desarrollo. Posteriormente se trasladó a la Escuela de Medicina de Yale en 1979 donde permaneció hasta su muerte.  Ella fue  The Eugene Higgins Professor of Neuroscience en el departamento de neurobiología con colaboraciones conjuntas en los departamentos de psiquiatría, neurología y psicología.

## Investigación
Goldman Rakic fue la primera en descubrir y describir el circuito de la corteza prefrontal y su relación con los trabajos de memoria. Anteriormente, los científicos pensaban que las altas funciones cognitivas de la corteza prefrontal estaban fuera del alcance del estudio científico. Las investigaciones de Goldman Rakic mostraron que los métodos empleados para estudiar las cortezas sensoriales podrán ser adaptadas a las áreas de cortezas prefrontales más altas, revelando los circuitos bases para las funciones cognitivas más altas. Gracias al trabajo de Goldman-Rakic, los científicos comenzaron a comprender mejor las bases neurobiólogicas de las funciones cognitivas, y enfermedades como la esquizofrenía, el mal de Alzheimer,  el déficit de atención por hiperactividad, la parálisis cerebral, el mal de Parkinson, y la demencia. Ella usó un enfoque multidisciplinario, aplicando bioquímica,  electropsicología, farmacolgía, técnicas anatómicas y de comportamiento para estudiar trabajos de memoria. Fue pionera en el estudio de la influencia de la dopamina en la función de la corteza prefrontal, investigaciones críticas en nuestro etendimiento de la esquizofrenía, ADHD y la enfermedad de Parkinson. Una revisión de su trabajo, incluyendo su papel especial mentoreando a mujeres científicas, puede ser encontrado en el journal Neuron.
Goldman-Rakic fue coautora de 300 artículos académicos y de 3 libros. Fue la fundadora del Cerebral Cortex Journal, una publicación especializada de Oxford Press. Primeramente en su carrera, ella estudió la capacidad de autorreparación del cerebro, y fue una de las primeras en usar trazadores radioactivos para examinar este fenómeno.
Goldman-Rakic fue también la presidenta de la Sociedad de Neurociencias desde 1989-1990 y miembrio de la Asociación Estadounidense de Psicología.

## Vida privada
Goldman-Rakic dos hermanas, una gemela. Estuvo casada con Pasko Rakic, también neurociéntifico.

## Muerte
El 29 de julio de 2003, Goldman-Rakic fue atropellada por un auto mientras cruzaba la calle in Hamden, Connecticut. Murió dos días más tarde, el 31, en el hospital Yale-New Haven Hospital. Fue sepultada  en Grove Street Cemetery.
Después de su deceso, Constance y Stephen Lieber crearon el premio Goldman-Rakic Prize for Outstanding Achievement in Cognitive Neuroscience en honor a su memoria y sus descubrimientos sobre el lóbulo frontal del cerebro. El premio se entrega todos los años a ciéntificosto excepcionales, desde psiquiatras a neurocientificos moleculares, por su impacto en el estudio de la cognición. El premio consiste de $40,000 y el ganador es  homenajeado en la International Awards cena anual en la ciudad de Nueva York.